# Велзинг, Абел
Абел Велзинг (нидерл. Abel Velzing; 2 марта 1886, Амстердам, Нидерланды — 23 октября 1967, Рочестер, США) — нидерландский футболист, игравший на позиции нападающего, выступал за амстердамский «Аякс».

## Спортивная карьера
В сентябре 1907 года Абел Велзинга вступил в футбольный клуб ДЕК из Амстердама. Он стал играть за основной состав — в сезоне 1907/08 его команда заняла пятое место в западном третьем классе Нидерландов. В апреле 1908 года стал членом клуба АФК, куда был приглашён по рекомендации Дирка Ауэханда и своего старшего брата Хендрика. Абел выступал за второй состав АФК, где также играл Бен Крон, а летом 1909 года вместе с братом покинули команду. В том же году Абел и его другой старший брат Карел перешли в клуб АВВ — Абел стал выступать за первый состав, а Карел за вторую команду.
В октябре 1911 года Абел и Хендрик стали игроками «Аякса» — на тот момент они проживали на востоке Амстердама по адресу Тведе ван Свинденстрат 31. В основном составе «Аякса» Абел провёл один официальный матч, дебютировав 1 декабря 1912 года в матче чемпионата Нидерландов против ХФК из Харлема. В стартовом составе он заменил Йопа Пелсера и сыграл на позиции крайнего нападающего. На домашнем стадионе «Хет Хаутен» амстердамцы одержали минимальную победу 1:0. По оценке издания «Haarlems Dagblad», лучшими игроками «Аякса» на поле были Герард Зигелер, Карел ван дер Ле, Абел Велзинга и Герард Фортгенс.
В сезоне 1912/13 играл за третий состав «Аякса». Он выступал за резервные команды до 1916 года, но в дальнейшем оставался членом клуба до декабря 1924 года.

## Личная жизнь
Абел родился в марте 1886 года в Амстердаме. Отец — Ринзе Велзинг, был родом из Драхтена, мать — Алида Элстес, родилась в Хогезанде. Родители поженились в июне 1874 года — их первым ребёнком была дочь Хендрика, однако она умерла спустя пять недель после рождения. Помимо Абела, в семье было ещё пятеро детей: одна дочь и четверо сыновей — Шурд, Карел, Хендрик и Ян. Его старший брат Карел, который работал клерком в городском секретариате, женился на сестре футболиста Вима Вермера.
Женился в возрасте тридцати восьми лет — его супругой стала 24-летняя Гертруда Вентелер, уроженка Ватерграфсмера. Их брак был зарегистрирован 20 декабря 1924 года в канадском Ванкувере. В 1920-е годы иммигрировал с женой в США. В 1928 году у них родилась дочь Кэтрин, а в 1929 году вторая дочь — Элис Мэри.
На момент переписи населения США в 1940 году, Велзинга с семьёй проживал в городе Рочестер, который находится в западной части штата Нью-Йорк.
Умер 23 октября 1967 года в Рочестере в возрасте 81 года. Похоронен в мемориальном парке «Уайт Хейвен», расположенном в Питтсфорде. Его супруга умерла в январе 1982 года в возрасте 82 лет.